# 七条隆豊
七条隆豊（しちじょう たかとよ、寛永17年（1640年）3月20日 - 貞享3年（1686年）2月28日）は、江戸時代前期の公卿。初名は七条隆良。

## 官歴
- 慶安4年（1651年）：従五位上、侍従
- 明暦元年（1655年）：正五位下、左少将
- 万治2年（1659年）：従四位下
- 万治3年（1660年）：左中将
- 寛文3年（1663年）：従四位上
- 寛文6年（1666年）：正四位下
- 寛文10年（1670年）：従三位
- 延宝4年（1676年）：正三位
- 天和元年（1681年）：参議
- 天和3年（1683年）：左兵衛督

## 系譜
- 父：七条隆脩
- 子：七条匡信